# 89–Herculis
89–Herculis là một hệ sao đôi có vị trí cách Mặt Trời khoảng 4.700 năm ánh sáng, nằm trong chòm sao Vũ Tiên phía bắc. Nó có thể nhìn thấy được bằng mắt thường như là một ngôi sao mờ, độ lớn thứ năm. Hệ này đang chuyển động gần Trái đất hơn với vận tốc xuyên tâm là −28,5 km/s.
Đây là một hệ sao nhị phân với cặp được bao quanh bởi một đĩa bụi. Hệ thống hiển thị độ sáng thay đổi và cấu hình vạch quang phổ. Sao đồng hành có khối lượng và độ sáng rất thấp và quay quanh sao nhị phân trong 288 ngày.